# Fäbodsjön (Silvbergs socken, Dalarna)
Fäbodsjön är en sjö i Smedjebackens kommun och Säters kommun i Dalarna och ingår i Dalälvens huvudavrinningsområde. Sjön har en area på 0,08 kvadratkilometer och ligger 201,7 meter över havet. Sjön avvattnas av vattendraget Tunaån (Flokån).

## Delavrinningsområde
Fäbodsjön ingår i det delavrinningsområde (668399-147156) som SMHI kallar för Inloppet i Siksjön. Medelhöjden är 248 meter över havet och ytan är 6,83 kvadratkilometer. Räknas de 23 avrinningsområdena uppströms in blir den ackumulerade arean 145,14 kvadratkilometer. Tunaån (Flokån) som avvattnar avrinningsområdet har biflödesordning 2, vilket innebär att vattnet flödar genom totalt 2 vattendrag innan det når havet efter 238 kilometer. Avrinningsområdet består mestadels av skog (85 procent). Avrinningsområdet har 0,32 kvadratkilometer vattenytor vilket ger det en sjöprocent på 4,7 procent.